# Riot (Spionagesoftware)
Riot ist eine Software des US-Rüstungskonzerns Raytheon aus Massachusetts, die öffentlich zugängliche Informationen aus dem Internet mit einer Person verknüpfen soll. Das Programm wird auch als Rapid Information Overlay Technology („schnelle Informations-Einblendungs-Technologie“) bezeichnet.

## Funktionen
Das Programm soll folgende Funktionen haben:
- Speicherung der Positionsdaten
- Auslesen der Metadaten publizierter Fotos
- Auslesen von GPS-Daten von Smartphones und Tablets
- Rekonstruktion von Kontaktnetzwerken
- Analyse der Ortsangaben, mit Kuchen- und Säulendiagrammen veranschaulichen, Bewegungsprofil

Diese Informationen sollen mit anderen Informationen (zum Beispiel aus sozialen Netzwerken wie Facebook, Twitter, Blogs und Foursquare) verknüpft werden können, um Benutzer zu identifizieren, lokalisieren und verfolgen.

## Datenschutz
Die US-Regierung stuft die Technologie als EAR99-Objekt unter den Exportrichtlinien ein; demnach kann die Software “ohne Lizenz an die meisten Orte unter den meisten Umständen” verkauft werden. Wer künftig Riot nutzen darf, ist derzeit noch nicht geklärt. Gegenüber dem Guardian erklärt Raytheon, die Software sei noch nicht freigegeben worden. Die meisten Daten sind schon jetzt für Computerinteressierte relativ leicht erfassbar, Riot fasst sie nur gebündelt zusammen. Raytheon verteidigt das Programm, da sensible Daten wie Sozialversicherungsnummern, Bankkonten oder andere Informationen über die finanzielle Situation nicht erfasst würden.

## Marketing
Nach Angaben von Guardian hat Raytheon die Software bislang noch nicht verkauft. Sei aber bereits 2010 an US-Behörden und andere Unternehmen weitergegeben worden zu Forschungszwecken und um beim Bau eines nationalen Sicherheitssystems zu helfen. Im April soll Riot auf einer Konferenz von US-Sicherheitsbehörden und der Industrie gezeigt werden.